# چیزی زیر لباس نیست
چیزی زیر لباس نیست (ایتالیایی: Sotto il vestito niente) که با نام آخرین شلیک هم شناخته می‌شود، یک فیلم ایتالیایی به کارگردانی کارلو وانتسینا است که در سال ۱۹۸۵ منتشر شد. از بازیگران این فیلم می‌توان به رنه سیمونسن، تام شِـینلی، دونالد پلزنس و آنا گالینا اشاره کرد.